# Wide (cricket)
Een wide is een term in cricket. Een wide wordt door de umpire aangegeven als de bowler de bal te ver van het wicket bowlt om door de batsman te kunnen worden weggeslagen. De umpire beslist wanneer een bal een wide is. De umpire geeft een wide aan door beide armen loodrecht van het lichaam te wijzen.
Bij een wide krijgt de battende partij een extra run. Dit dient als straf voor de bowlende partij voor het maken van de wide. De wide telt niet mee voor de 6 ballen van de over.
Als de bal bij een wide langs de wicketkeeper gaat, is het voor de battende ploeg mogelijk om boven op de extra run nog extra runs bij te lopen. Als de bal op of buiten de lijnen belandt, geldt ook dat boven op de extra run 4 runs bij komen, waardoor er 5 runs verdiend worden door de battende partij.
In het geval dat er zowel een wide als een no-ball is gebowld, zijn de regels van de no-ball van toepassing.
De ene wide is de andere niet. Vandaar dat is gezocht naar een manier om wides te kunnen duiden. Daarvoor is de Schaal van Luchies in het leven geroepen. De schaal van Luchies is een tienpuntsschaal. Hoe groter de hoek tussen het wicket en de plek waar de bal het wicket passeert hoe hoger het getal op de schaal wordt. Een bal die nipt wide is, dus relatief dicht bij het het wicket passeert, maar wel als wide wordt beoordeeld door de umpire, scoort een 1 op de schaal, een bal die schijnbaar lukraak is gegooid en point of squareleg in gevaar brengt scoort een 10. Door het gebruik van de Schaal van Luchies kan makkelijk worden uitgelegd hoe bont de bowler het heeft gemaakt. De Schaal van Luchies is vernoemd naar Rob Luchies, een enthousiaste speler van Excelsior'20 in Schiedam. Als bowler wil hij nog weleens een bal bowlen die hoog op zijn eigen schaal scoort.